# Ebelingia kumadai
Ebelingia kumadai är en spindelart som först beskrevs av Ono 1985.  Ebelingia kumadai ingår i släktet Ebelingia och familjen krabbspindlar. Inga underarter finns listade i Catalogue of Life.